# John Gibson (calciatore)
John Gibson (Australia, 10 febbraio 1970) è un ex calciatore australiano.
Vanta 170 presenze nella massima categoria nazionale in patria.

## Carriera

### Calciatore
Da calciatore è stato un centrocampista. Ha giocato sempre in Australia nell'ormai defunta NSL.
Ha rappresentato l'Australia U-23 nei giochi olimpici del 1992 a Barcellona arrivando 4º.

### Allenatore
Dopo essersi formato all'Australian Institute Of Sport (AIS), ricoprendo il ruolo di assistente e allenatore delle formazioni giovanili, entrando dal febbraio 2009 nello staff tecnico del Western Australian Institute of Sport (WAIS) per seguire il settore femminile, dall'estate 2009 assume anche l'incarico di allenare il Perth Glory femminile, squadra di che milita in W-League, il livello di vertice del campionato nazionale di categoria, rimanendovi due stagioni e alternando l'attività al WAIS fino all'ottobre 2012.